# Диджей Балтазар
DJ Balthazar (на български: Диджей Балтазар), с истинско име Георги Матеев, е сред основателите на електронната денс сцена в България.

## Биография
В музикалния бизнес е повече от 15 години, а като професионален DJ работи от началото на 1998 г. Свирил е в практически всеки български клуб, на големи рейвове, както и в редица специализирани предавания на различни радио и тв станции. Balthazar има постоянни участия извън страната, изявявал се е в над 20 държави на 3 континента. Стилът му варира от груви минимал техно до тек-хаус и прогресив/електро хаус, винаги в крак с последните тенденции на световната сцена. От 1999 до 2001 г. е резидент на най-големия български клуб – „Индиго“. През 2010 и 2011 Balthazar печели приза „Най-добър техно/минимал DJ на годината“ на наградите AwardsBG.

### Renesanz
Като съсобственик на агенцията Renesanz промотира безброй партита, както и ангажира чуждестранни диджеи за избрани мероприятия. За последните няколко години по покана на Renesanz в България са гостували повече от 150 артисти. През 2009 г. Renesanz се грижи за програмата на основната сцена на фестивала Spirit of Burgas. Същата година Renesanz става новия собственик на Комикс клуб във Варна – едно от най-старите български заведения за електронна музика, основано през 1997 г.

### С JackRock
От 2004 г. Balthazar продуцира музика заедно с колегата си JackRock. Издали са десетки авторски сингли, ремикси и CD компилации (виж дискография по-долу). Композирали са и музиката към DVD филма Clinique Noir #2. Някои от по-популярните им парчета са:
- Rockin' Dancefloor за TechHead Recordings. Този сингъл достига първо място по продажби.
- Moonshine за Magura. Въртяно от диджеи като Carl Cox, Sander Van Doorn, Marcel Woods и много други. Включено е в официалната компилация на фестивала Dance Valley 2006.
- Tribalero за Muzik Express. Става особено популярно след като е добавено в Tecktonik компилациите, издадени от EMI и Universal Music France.
- Minimal Pop за U.S.B. Превърнало се в нарицателно за 'минимал' през 2008.
- Das Zimmer за Renesanz Records. Мелодично парче, което през 2009 превзема кейсовете на много диджеи, както и радио-ефира.
- Donau за Renesanz Records. Модерна техно-преработка на класическото българско „Дунавско хоро“, която се превръща в хит през 2010.
- Bulgaro Business за Neurotraxx. Продуцирано заедно с италианците Dandi & Ugo, подкрепено от редица международни диджеи и оглавило класациите на Beatport.
- Puerto Rico за Binary 404. Пускано от всички големи световни диджеи. Парчето по-късно бива преиздадено от 1605 Music Therapy – лейбъла на Umek.
- Nu Nu Zaietz Maietz за Renesanz Records. Техно парче, базирано на мелодията на руското анимационно филмче „Ну погоди!“ Получава подкрепа от Paul Van Dyk и др.

През 2009 г. Balthazar & JackRock приемат покана от Диджей академията в Кайро, Египет. Прекарват там 10 дни, през които преподават уроци по микс и продуциране.
През 2010 г. Balthazar & JackRock стартират собствената си звукозаписна компания Renesanz Records, която към края на 2011 г. вече има 15 издания.

### С Deep Zone
През 2007 г. Balthazar стартира съвместен проект с популярната денс група Deep Zone. Заедно продуцират и издават хитовете Welcome To The Loop и DJ, Take Me Away, които се въртят по много тв/радио станции (включително MTV Европа) и влизат в редица класации. Само за 1 година правят 4 клубни турнета с общо 80 дати и събират близо 80 000 посетители. Balthazar & Deep Zone участват и на Евровизия, където печелят националния финал и представляват България на Евровизия 2008 пред 150 милиона ТВ зрители.